# Жизель Пеліко
Жизель Пеліко (фр. Gisèle Pelicot, вимовляється [ʒizɛl peliko] ⓘ; 7 грудня 1952 , Villingend, ФРН ) — француженка, яка стала жертвою зґвалтування. З 2011 по 2020 рік її тодішній чоловік Домінік Пеліко таємно накачував її наркотиками та ґвалтував, а також запросив щонайменше 83 чоловіків ґвалтувати її, поки вона була непритомна — з ними він зв'язувався переважно через немодерований французький вебсайт. Жизель дізналася про насильство в 2020 році, коли чоловіка заарештували за те, що той робив апскірт-фотографії в місцевому супермаркеті, а під час обшуку поліцією його комп'ютерного обладнання було знайдено зображення її зґвалтування.

## Біографія
Жизель Пеліко, що народилася 7 грудня 1952 року в місті Філлінген у південній частині Західної Німеччини, — дочка французького солдата. Вона переїхала до Франції, коли їй було п'ять років, а мати померла від раку, коли їй було дев'ять. У 1971 році вона зустріла свого майбутнього чоловіка Домініка Пеліко. Вони одружилися у квітні 1973 року й оселилися в передмісті Парижа Вільє-сюр-Марн. Син Давід та дочка Каролін народилися в перші роки шлюбу; за ними був Флоріан, який народився 1986 року.
Жизель зробила кар'єру в адміністрації державної електроенергетичної компанії. Домінік працював електриком та агентом з нерухомості та заснувала низку підприємств, які зрештою збанкрутували. Жизель мала трирічний роман із колегою. Коли Домінік дізнався про їхній зв'язок, він переїхав до іншої жінки на кілька місяців, перш ніж пара помирилася та відновила спільне життя. У 2001 році пара розлучилася з фінансових причин. Вони продовжували співжити та знову одружилися у 2007 році.
Вийшовши на пенсію у 2013 році, Пеліко переїхали до Мазана на південному сході Франції, знявши будинок з басейном. Жизель приєдналася до хору, а її чоловік багато катався велосипедом. На літніх канікулах до них приєднувалися діти та онуки.

### Насильство та розкриття фактів
Коли пара жила біля Парижа, Жизель прописали Теместу (лоразепам), бензодіазепіновий транквілізатор. Поки вона спала, Домінік скористався її глибоким сном і зґвалтував її. Він почав додавати снодійне, отримане від свого лікаря, в її їжу та напої, щоб вона засинала..
Після того, як пара переїхала до Мазана, Домінік почав запрошувати чоловіків, з якими він спілкувався в інтернеті, зґвалтувати Жизель, поки вона була під впливом психотропних препаратів. Жизель мала провали в пам'яті через ці препарати; вона турбувалася, що вона може мати хворобу Альцгеймера чи пухлину мозку, але обстеження їх виявило. У неї були підозри, і одного разу вона запитала чоловіка, чи не підсипав він їй наркотики; він все заперечував, і вона повірила йому.
Після того, як її чоловіка заарештували за те, що він підглядав за жінками в місцевому супермаркеті у вересні 2020 року, поліція виявила на вилученому з дому пари комп'ютерному устаткуванні зображення сплячої Жизель, яку ґвалтував її чоловік і щонайменше 83 інших чоловіків. Жизель згадала той день, 2 листопада 2020 року, коли їх викликали до поліцейської дільниці та показали їй відеозаписи її насильства: «Все завалилося. Все, що я будувала 50 років.» Домінік був взятий під варту. Жизель поїхала з їхнього будинку і розпочала процедуру розлучення; вона не бачила свого колишнього чоловіка до суду у вересні 2024 року. Розлучення було завершено безпосередньо перед судом.